# Filippo Sargiacomo
Filippo Sargiacomo (Lanciano, 29 maggio 1830 – Lanciano, 12 agosto 1922) è stato un architetto italiano.

## Biografia
Nato a Lanciano, si laureò a Napoli nel 1854 in Architettura e Ingegneria. Tornato a Lanciano, rivestì diverse cariche pubbliche su incarico dell'amministrazione comunale, diventando architetto comunale nel 1868.
Sargiacomo svolse un ruolo fondamentale nello sviluppo urbanistico e nella riqualificazione architettonica della città. Nel 1879 fu incaricato di redigere il primo piano regolatore di Lanciano, che seguiva di soli cinque anni quello di Roma. Il piano pose rimedio alle carenze infrastrutturali, individuando le direttrici di sviluppo della città e curandone, oltre all'assetto urbanistico, il risanamento igienico e il miglioramento della viabilità e dell'edilizia pubblica e privata con la realizzazione dell'attuale corso Trento e Trieste, l'apertura di piazza Plebiscito e il riempimento del fossato della Pietrosa, permettendo dunque lo sviluppo urbanistico mell'area Campo della Fiera.

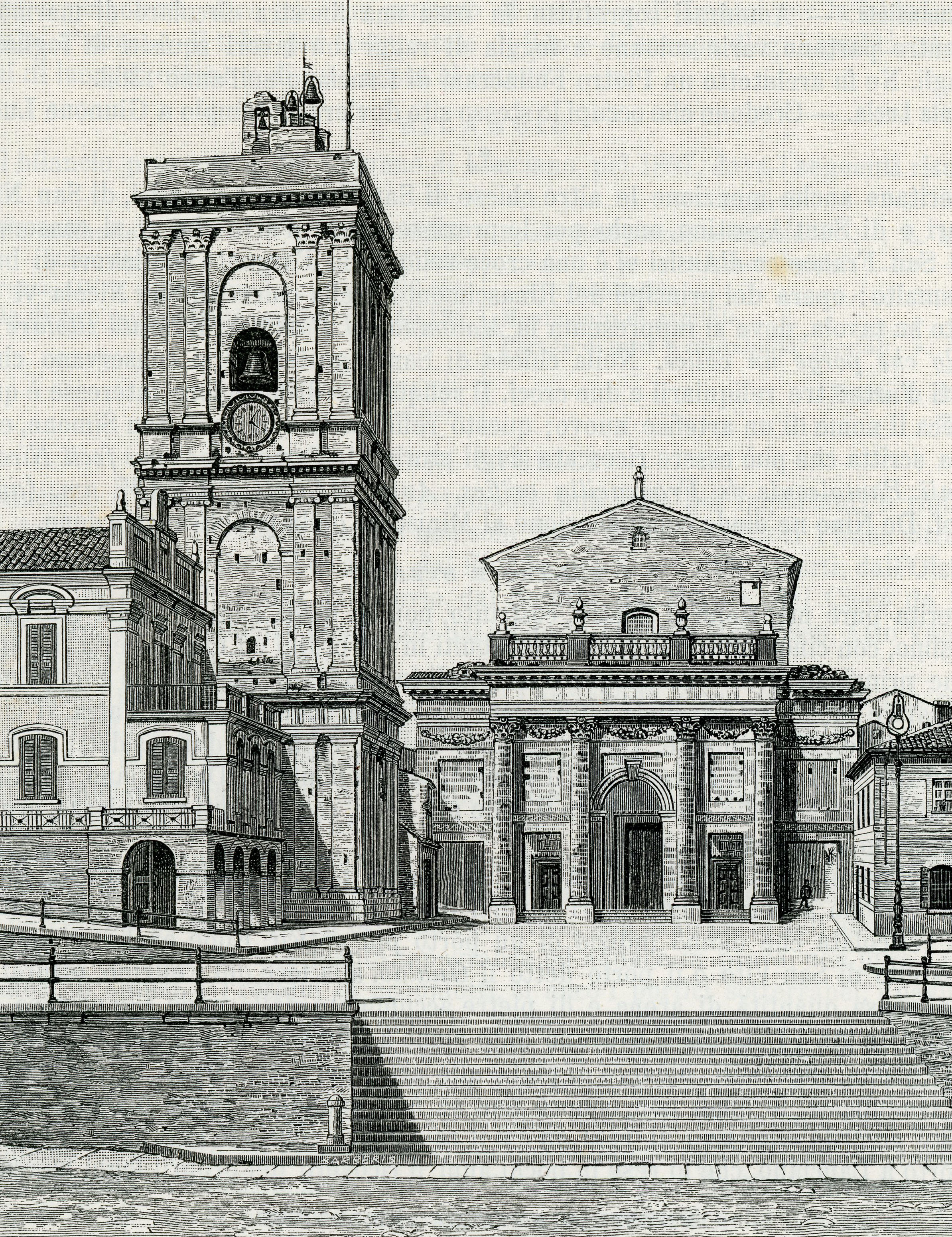
Lanciano nel 1899, prima della realizzazione del corso Nuovo

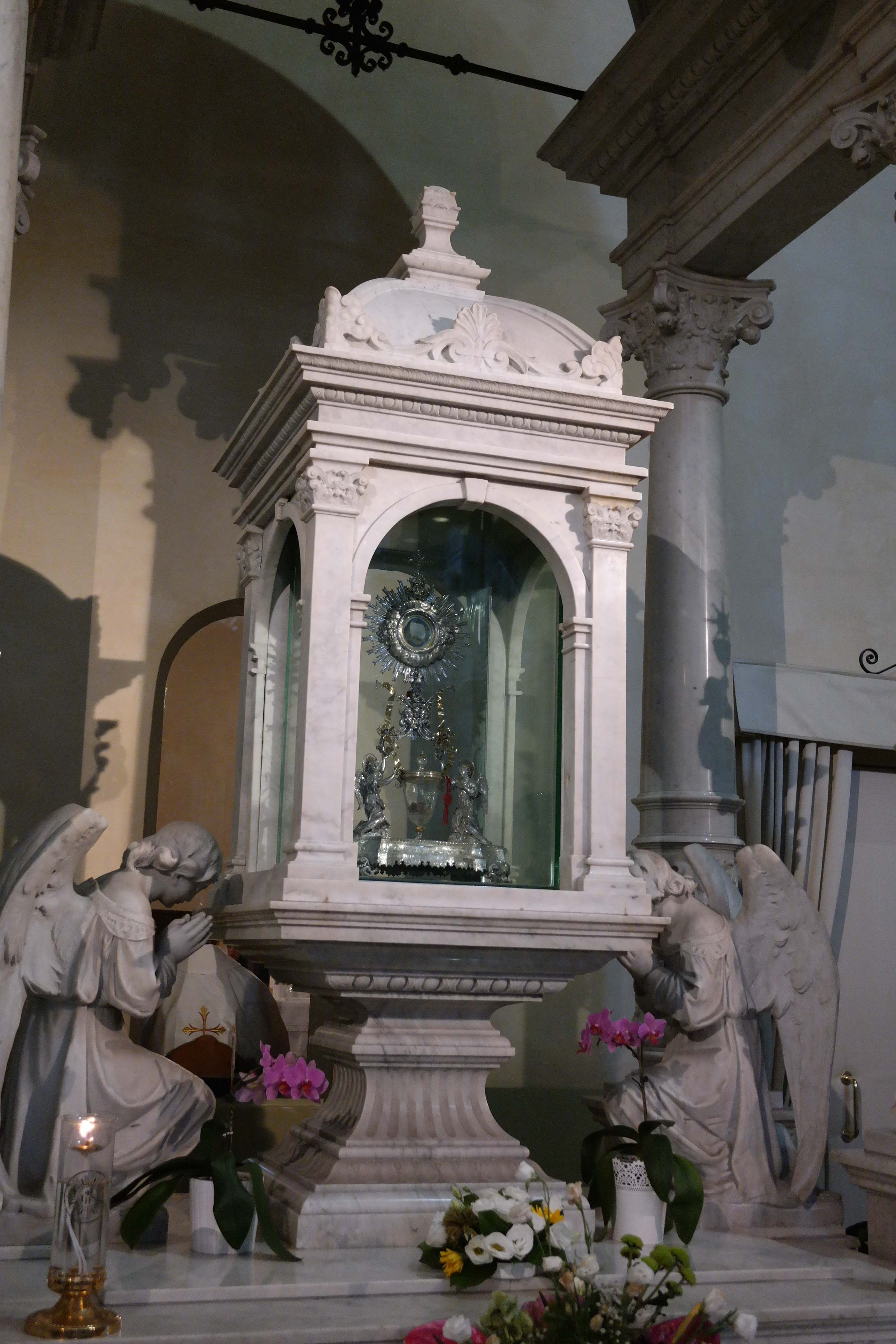
Chiesa di San Francesco, tabernacolo del Miracolo eucaristico, realizzato da Sargiacomo

Come libero professionista progettò molti edifici privati e attuò interventi di ristrutturazioni e miglioramenti, soprattutto delle chiese cittadine. Notevoli sono gli interventi sugli edifici di culto (Santa Maria Maggiore, San Nicola, Santa Lucia, San Francesco), di rilievo è il restauro della cattedrale della Madonna del Ponte nel 1870. Altre sue opere furono la sistemazione del palazzo di Giustizia in via dei Tribunali nel 1862, l'ampliamento della sede comunale tra il 1870 e il 1874 e le pavimentazioni stradali, tra le quali quelle di via del Popolo (corso Roma), via dei Frentani e piazza Plebiscito nel 1870. Nel 1879 redige il piano regolatore di Lanciano, con progetti di realizzazione della piazza del Mercato, poi piazza Garibaldi, e la nuova strada del corso Nuovo (poi corso Trento e Trieste), colmando un fosso adiacente alla strada di corso Bandiera.
Svolge lavori ingegneristici anche in altre città, ottenendo riconoscimenti dagli amministratori, attraverso attestati di stima e ringraziamento, per le sue opere eccelse.
Nell'aprile 1911 viene nominato Ingegnere capo dell'Ufficio tecnico del Comune di Lanciano e il 3 settembre, all'età di 91 anni, chiede il collocamento a riposo. 
Il comune gli ha dedicato una strada di accesso al piazzale Terminal.

## Opere
Progetti principali

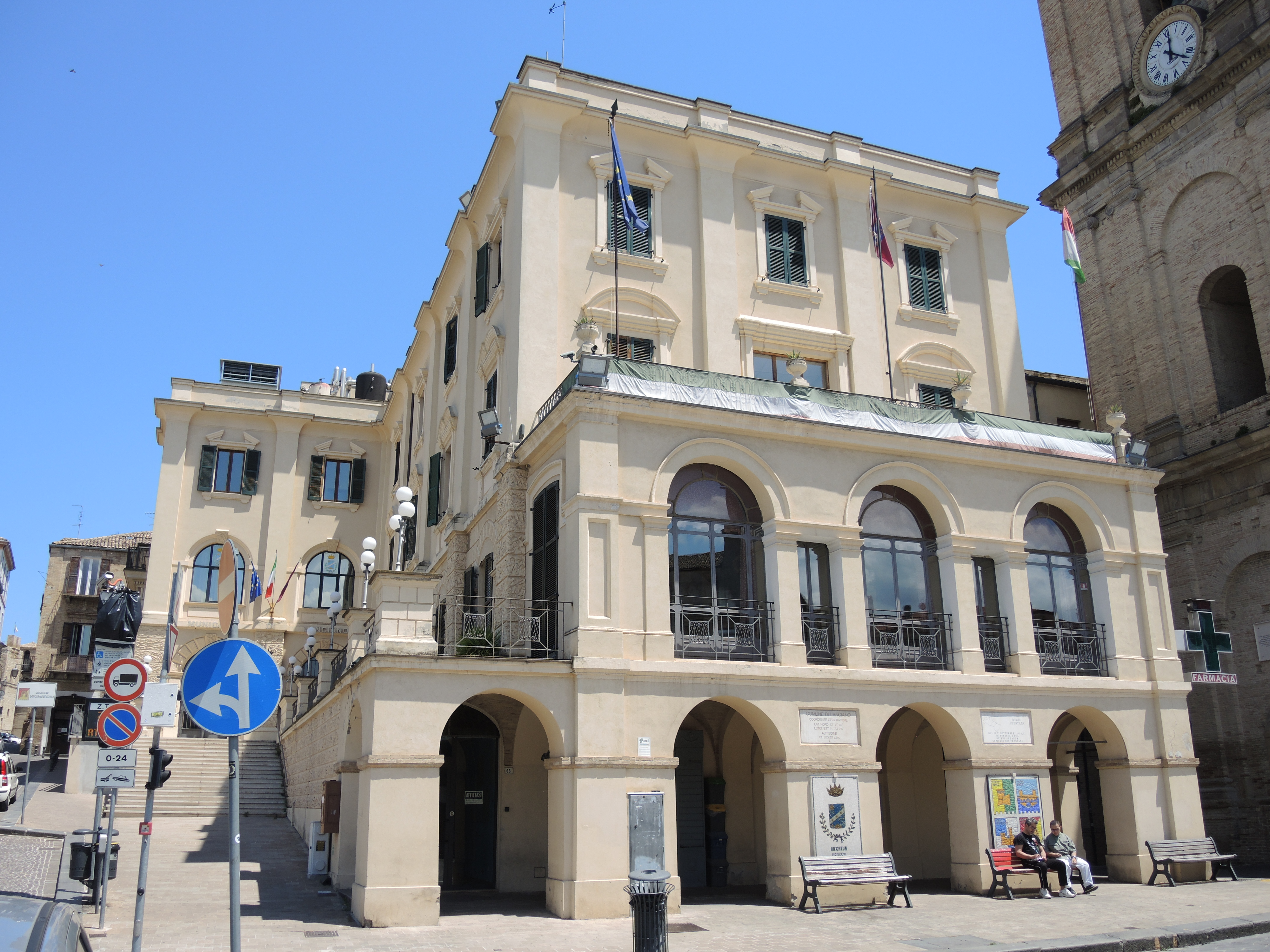
Palazzo comunale di Lanciano, realizzato nel 1868 ca.

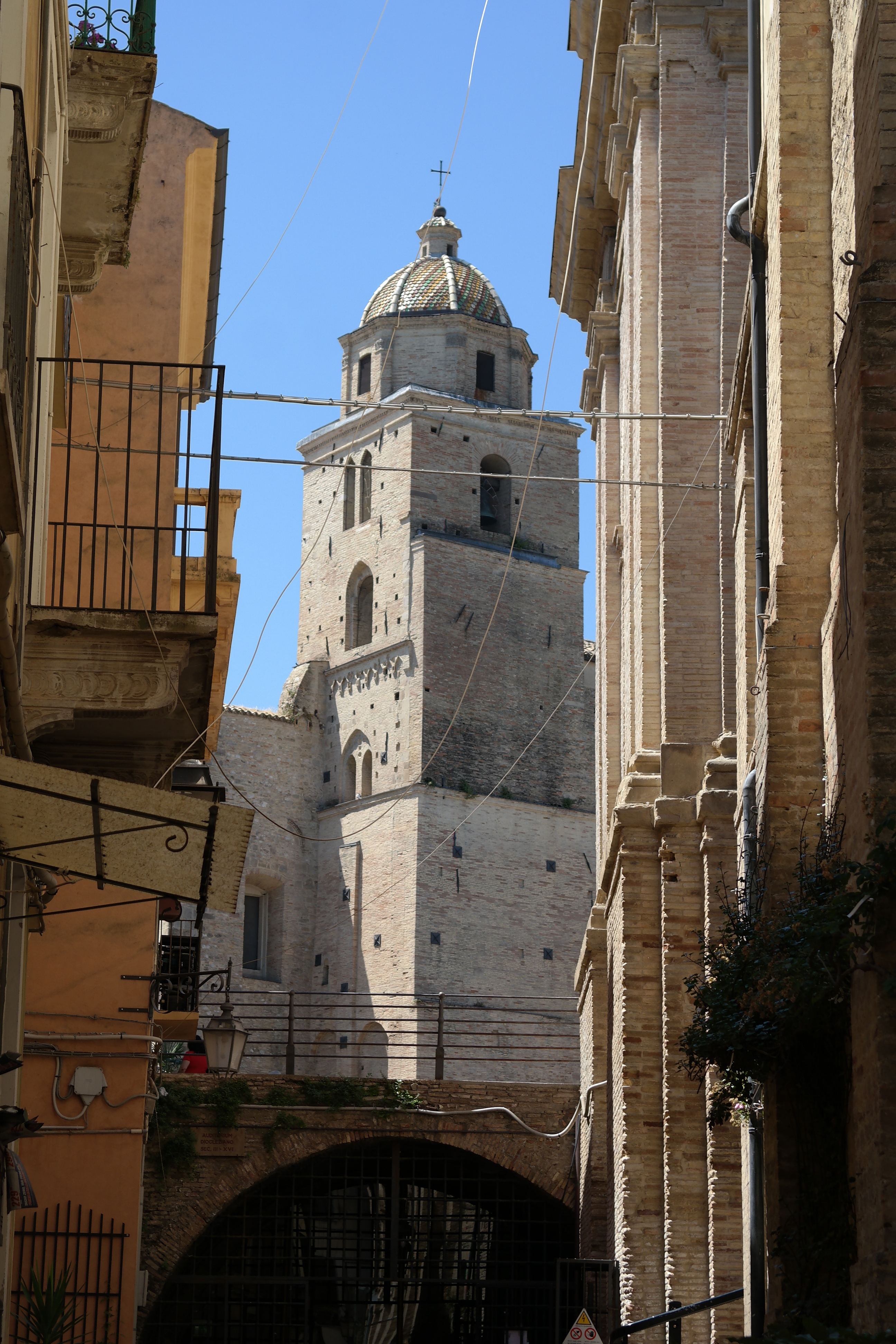
Campanile della chiesa di San Francesco, la cupola fu ricostruita da Sargiacomo

- 1844-1918 Interventi di restauro della Cattedrale della Madonna del Ponte, Lanciano (CH), consolidamento, facciata e pavimento nuovo datato 1860
- 1853-1894 Progetti di sistemazione di varie strade interne di Lanciano (CH), tra cui viale Trento e Trieste, via dei Frentani, via del Popolo (corso Roma), via Garibaldi
- 1854-1912 Interventi di restauro interno nella chiesa di San Nicola, Lanciano (CH)
- 1856- 1910 Interventi di restauro della chiesa di Santa Maria Maggiore, Lanciano (CH)
- 1856-1914 Lavori di sistemazione delle strade comunali, Lanciano (CH)
- 1857-1911 Lavori di sistemazione e completamento del Cimitero di Lanciano (CH), con cancellata monumentale
- 1858-1906 Progetti per il Palazzo comunale di Lanciano (CH)
- 1859-1896 Interventi di restauro interno ed esterno nella chiesa di S. Lucia, Lanciano (CH)
- 1859-1901 Progetto di sistemazione dell'Ospedale civico "Renzetti", Lanciano (CH)
- 1859-1910 Progetto di ampliamento e sistemazione del Palazzo degli Studi, Lanciano (CH)
- 1860-1901 Restauro e ampliamento del Teatro Fenaroli, Lanciano (CH)
- 1862-1898 Progetto di sistemazione del Palazzo di Giustizia, Lanciano (CH)
- 1866-1910 Progetto di riduzione dell'ex Convento di Santa Chiara a Caserma militare, Lanciano (CH)
- 1870-1890 Progetto per la ricostruzione e/o sistemazione delle principali vie interne di Lanciano (CH)
- 1878-1880 Redazione Primo piano regolatore della città di Lanciano (CH)
- 1882 Progetto di restauro della tipografia "Carabba", Lanciano (CH)
- 1886-1899 Progetto per sistemazione e ampliamento di un Casino di campagna in contrada Cappuccini, Lanciano (CH)
- 1891-1911 Interventi di restauro e nuovi interventi nella chiesa di San Francesco, Lanciano (CH)
- 1896 Progetto di intervento per la fornace Hoffman, Lanciano (CH)
- 1896-1897 Progetto di sistemazione dell'albergo Corona di ferro, Lanciano (CH)
- 1901-1911 Nuovo corso Trento e Trieste, Lanciano (CH)
- 1902-1913 Progetto per la sistemazione di casa palazziata in via del Popolo, Lanciano (CH)
- 1910 Progetto di ampliamento del mulino "Carabba", Lanciano (CH)

### Scritti
Gli appunti di Sargiacomo furono pubblicati postumi dalla Rivista Abruzzese di Lanciano, tra cui il "Catalogo dell'Archivio della Cappella musicale della Santa Casa del Ponte a Lanciano"
- Lanciano tra ottocento e novecento, Rivista abruzzese, Lanciano 1999
- Lanciano e le sue chiese (restauri), Rivista abruzzese, Lanciano 2000

## Archivio
Il fondo era conservato nella residenza dell'ingegnere Sargiacomo a palazzo De Giorgio a Lanciano, dove realizzò tutte le sue opere e i suoi studi. Alla sua morte il fondo venne smembrato: una parte fu trasferita a Venezia, dove subì danni e probabili dispersioni a causa di un incendio, mentre anche la parte rimasta a Lanciano, abbandonata all'incuria, perdeva l'ordine originario.
Intorno al 1970, il proprietario provvide al recupero e alla ricomposizione del fondo, nonché a un primo, approssimativo riordinamento. L'archivio è stato poi dichiarato di notevole interesse storico con provvedimento del 12 novembre 1999 e depositato temporaneamente presso la Sezione di Archivio di Stato di Lanciano, dove è stato sottoposto al riordinamento definitivo.